# Igrejas Reformadas (Países Baixos)
As Igrejas Reformadas (IR) - em Holandês: Gereformeerde Kerken - formam uma denominação reformada continental conservadora na Holanda, desde 2024, a partir da fusão das Igrejas Reformadas na Holanda (2009) e Igrejas Reformadas na Holanda (Restauradas).
Ambas as denominações, contudo, traçam sua origem em igrejas que se separaram das Igrejas Reformadas Libertadas nas décadas de 2000 e 2010.

## História
Em 2002, o Sínodo das Igrejas Reformadas Libertadas decidiu que a guarda do domingo não era uma doutrina extraída diretamente da Bíblia, mas vinha de uma tradição da igreja. Por isso, foram impostas restrições a disciplina eclesiástica em relação a este mandamento. Além disso, o sínodo passou a permitir o uso de um novo hinário, estabeleceu relações eclesiásticas com outras denominações que permitem a crítica textual da Bíblia, mudou a sua fórmula de casamento.
Consequentemente, em 2003, um grupo de igrejas insatisfeitas se separou e formou as Igrejas Reformadas na Holanda (Restauradas) (IRH), em um evento que ficou conhecido como "nova libertação" (em referência ao evento conhecido como "libertação" que deu origem as Igrejas Reformadas Libertadas). O primeiro sínodo da IRH foi realizado em 2005.
Em 2009, parte das igrejas da denominação se separou e formou as Igrejas Reformadas na Holanda (2009).
Em 2021, as Igrejas Reformadas na Holanda (Restauradas) iniciaram negociações sobre a reunificação com as Igrejas Reformadas na Holanda (2009).  Além disso, a denominação realiza conferências conjuntas com a Igreja Reformada Restaurada
Em 2024 as Igrejas Reformadas na Holanda (Restauradas) (IRHR) e as Igrejas Reformadas na Holanda (2009) (IRH) decidiram pela reunificação. Foi agendado sínodo extraordinário conjunto para 5 de outubro de 2024.
Na referida data, um sínodo unificado foi formado e formalmente constituída a nova denominação. O nome escolhido foi Igrejas Reformadas (em neerlandês Gereformeerde Kerken).
Após a fusão, a denominação tinha 31 igrejas e 3.500 membros.

## Doutrina
A denominação subscreve o Credo dos Apóstolos, Credo de Atanásio, Credo Niceno, Confissão Belga, o Catecismo de Heidelberg e os Cânones de Dort.

## Relações Intereclesiásticas
Em 2022, as Igrejas Reformadas na Holanda (2009) foram admitidas como membro da Conferência Internacional das Igrejas Reformadas. A denominação resultante da fusão continuará como membro da organização em sucessão à denominação anteriormente membro.